# Epicadus
Epicadus es un género de arañas cangrejo de la familia Thomisidae. Fue descrito por Eugène Louis Simon en 1895. Es considerado sinónimo principal de Tobias.

## Especies
- Epicadus camelinus (O. Pickard-Cambridge, 1869)
- Epicadus caudatus (Mello-Leitão, 1929)
- Epicadus dimidiaster Machado, Teixeira & Lise, 2018
- Epicadus granulatus Banks, 1909
- Epicadus heterogaster (Guérin, 1829)
- Epicadus pulcher (Mello-Leitão, 1929)
- Epicadus rubripes Mello-Leitão, 1924
- Epicadus taczanowskii (Roewer, 1951)
- Epicadus tigrinus Machado, Teixeira & Lise, 2018
- Epicadus trituberculatus (Taczanowski, 1872)
- Epicadus tuberculatus (Petrunkevitch, 1910)

#### Anteriormente incluido
- Epicadus mutchleri Petrunkevitch, 1930 (transferido a Rejanellus)

#### Nomen dubium
- Epicadus albicans (Mello-Leitão, 1929
- Epicadus albovittatus (Caporiacco, 1954
- Epicadus corticatus (Mello-Leitão, 1917
- Epicadus flavus (Giebel, 1863
- Epicadus gradiens (Mello-Leitão, 1929
- Epicadus polyophthalmus (Mello-Leitão, 1929
- Epicadus ruber (Giebel, 1863